# 金沢市消防局
金沢市消防局（かなざわししょうぼうきょく）は、石川県金沢市の消防部局（消防本部）である。金沢市全域を管轄する。

## 沿革
- 1948年（昭和23年）3月 - 消防組織法が施行され、自治体消防が市町村長の管理下に置かれる
- 1948年（昭和23年）11月 - 消防団常備部が消防団から分離して金沢市消防署となる。玉川分署および金石分署を開設する。市役所内に金沢市消防本部事務局を設置する
- 1950年（昭和25年）4月 - 消防本部事務局が消防署庁舎へ移転する
- 1950年（昭和25年）12月 - 消防本部事務局を金沢市消防本部に改組する
- 1952年（昭和27年）8月 - 野町出張所および森山出張所を開設する
- 1953年（昭和28年）9月 - 玉川分署を玉川消防署に、金石分署を金石消防署に昇格し、3署体制となる。金沢市消防署を広坂消防署に改称する
- 1955年（昭和30年）2月 - 西部出張所を開設する
- 1962年（昭和37年）12月 - 森本出張所を開設する
- 1966年（昭和41年）12月 - 消防本部および広坂消防署新庁舎が完成する
- 1967年（昭和42年）11月 - 玉川消防署が救急業務を開始する
- 1970年（昭和45年）1月 - 泉野出張所を開設する
- 1970年（昭和45年）2月 - 森山出張所を鳴和出張所に改称する
- 1971年（昭和46年）1月 - 臨港消防署を開設し、4署体制となる
- 1971年（昭和46年）4月 - 野町出張所を神田出張所に改称する。金沢市消防音楽隊が発足する
- 1971年（昭和46年）7月 - 金石消防署が救急業務を開始する
- 1972年（昭和47年）11月 - 神田出張所が救急業務を開始する
- 1975年（昭和50年）8月 - 鳴和出張所が救急業務を開始する
- 1975年（昭和50年）12月 - 小立野出張所を開設する
- 1977年（昭和52年）8月 - 泉野出張所が救急業務を開始する
- 1979年（昭和54年）4月 - 駅西消防署を開設する。玉川消防署は駅西消防署玉川分署となる。西部出張所を廃止する
- 1982年（昭和57年）4月 - 高尾台分署を開設する
- 1983年（昭和58年）10月 - 高尾台分署が救急業務を開始する
- 1986年（昭和61年）10月 - 金石消防署新庁舎が完成する
- 1989年（平成元年）10月 - 三和出張所を開設する
- 1993年（平成5年）4月 - 管内で初の高規格救急車を広坂消防署に配備する
- 1994年（平成6年）10月 - 森本出張所が救急業務を開始する
- 2004年（平成16年）7月 - 新潟・福島豪雨災害および福井豪雨災害の被災地に緊急消防援助隊を派遣する
- 2004年（平成16年）9月21日 - 消防本部および消防署合同庁舎が泉本町七丁目に新築移転する。広坂消防署を中央消防署に改称する。旧広坂消防署庁舎に広坂出張所を開設する。神田出張所を廃止する。高尾台分署および玉川分署を出張所に改める
- 2004年（平成16年）10月 - 新潟県中越地震の被災地に緊急消防援助隊を派遣する
- 2006年（平成18年）4月1日 - 金沢市消防本部を金沢市消防局に改組する
- 2007年（平成19年）7月 - 味噌蔵出張所を開設し、広坂出張所を廃止する。これに伴い、旧消防本部庁舎の広坂出張所庁舎は取り壊される
- 2007年（平成19年）10月 - 中央特別救助隊を金沢高度救助隊と指定し、石川県内で初の高度救助隊が発隊する
- 2008年（平成20年）2月27日 - かほく市消防本部・津幡町消防本部・内灘町消防本部と通信指令業務の共同運用を開始する
- 2009年（平成21年）4月1日 - 臨港消防署が金石消防署臨港出張所となり、3署体制に変更される
- 2011年（平成23年）3月11日 - 東日本大震災の被災地に緊急消防援助隊を派遣する
- 2016年（平成28年）4月 - 消防救急デジタル無線の運用を開始する[1]
- 2017年（平成29年）3月17日 - 臨港出張所が粟崎町四丁目に新築移転する[2]
- 2023年（令和5年）6月1日 - 臨港出張所に救急隊を配置[3]

## 組織
- 本部 - 消防総務課、予防課、警防課、情報指令課
- 消防署

## 主力機械

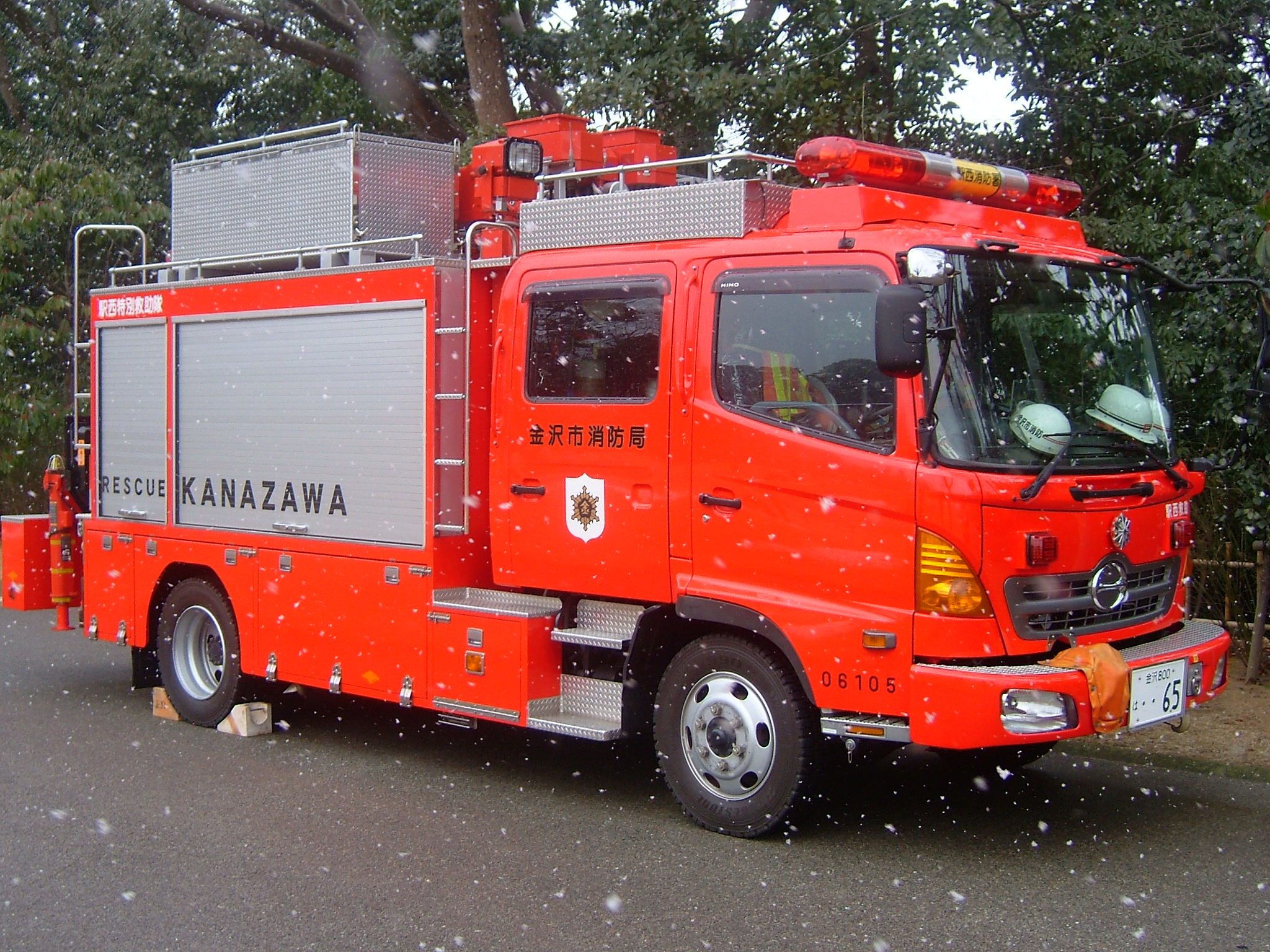
救助工作車（日野・レンジャー）

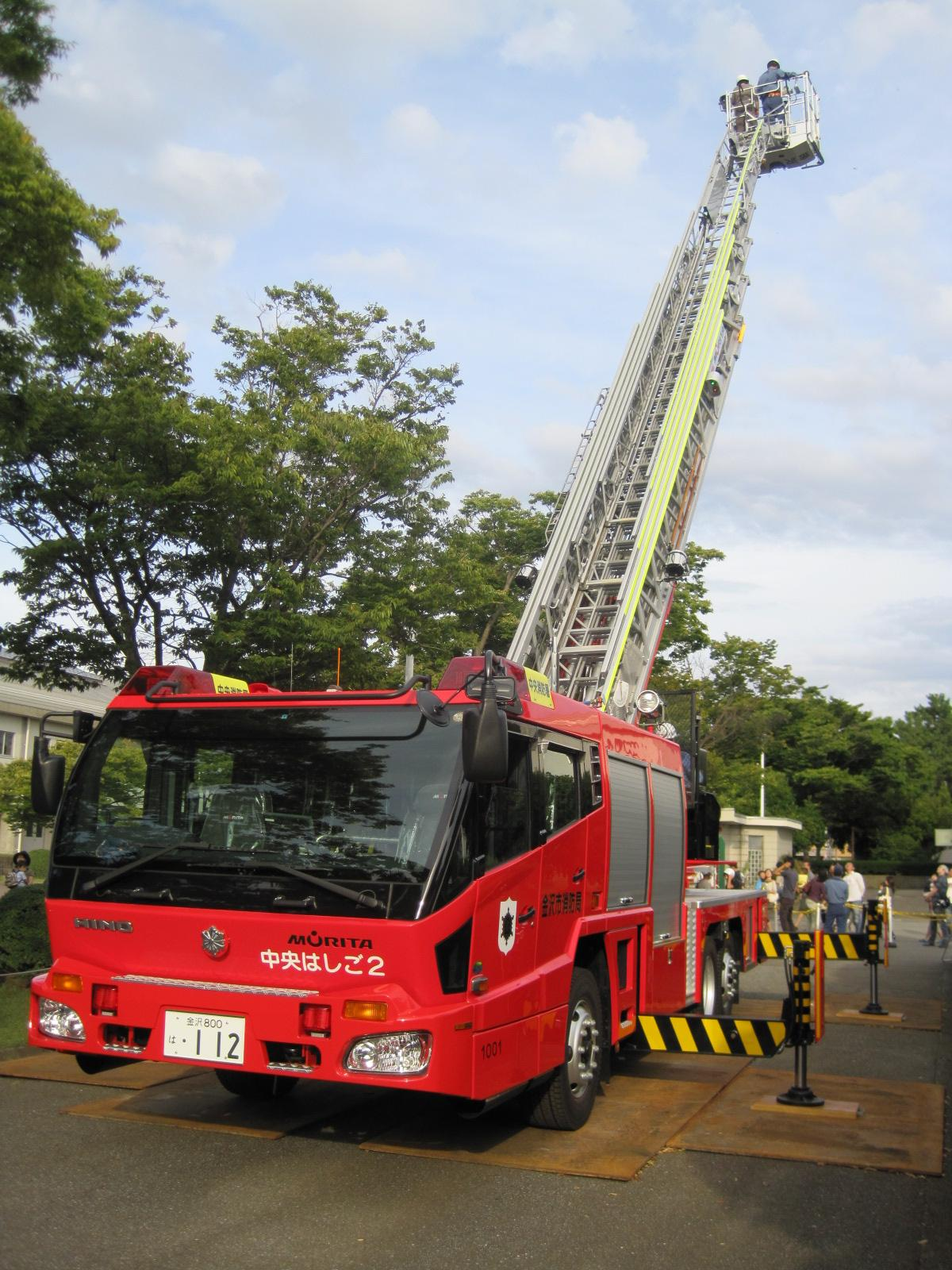
はしご車（日野・MH、モリタ製）

2024年（令和5年）4月1日現在
- 普通消防ポンプ車：15
- 水槽付ポンプ車：2
- はしご車：1
- 先端屈折はしご車：2
- 大型高所放水車：1
- 大型化学車：1
- 化学車：2
- 泡原液搬送車：1
- 小型動力ポンプ付水槽車：1
- 救助工作車：2
- 照明電源車：1
- 支援車：1
- 拠点機能形成車：1
- 資機材搬送車：3
- 燃料補給車：1
- 無線中継車：1
- 消防二輪車：1
- 指揮車:4
- 警防車：1
- 調査車：1
- 高規格救急車：14
- 救急指導車：1
- 地震体験車：1
- 予防車：10
- その他の車両：16
- 小型動力ポンプ：16

金沢市消防団
- 普通ポンプ車：52
- 小型動力ポンプ：52
- 指揮車：3

## 消防署
| 消防署     | 住所                   | 出張所 |
| ---------- | ---------------------- | --- |
| 中央消防署 | 泉本町七丁目9番地2     | 味噌蔵：兼六元町3番18号 高尾台：高尾台四丁目63番地 泉野：泉野出町二丁目1番7号 小立野：小立野二丁目41番40号 |
| 駅西消防署 | 駅西本町一丁目11番29号 | 玉川：玉川町9番11号 小坂：三池町197番地55 森本：南森本町ヌ33番地                                           |
| 金石消防署 | 金石東一丁目3番3号     | 三和：矢木三丁目105番地1 臨港：粟崎町四丁目171番地2                                                        |